# 1898 ve filmu

## České filmy
- Dostaveníčko ve mlýnici
- Smích a pláč
- Výstavní párkař a lepič plakátů

## Zahraniční filmy
- The Ball Game
- The Nearsighted School Teacher
- Surrender of General Toral

## Filmové debuty
- Josef Šváb-Malostranský[1]

## Narození
- 22. ledna – Sergej Michajlovič Ejzenštejn, sovětský režisér († 11. února 1948)
- 19. února – Václav Wasserman, český filmový režisér, herec a scenárista († 28. ledna 1967)
- 26. dubna – John Grierson, britský dokumentarista († 19. února 1972)
- 30. srpna – Shirley Boothová, americká herečka († 16. října 1992)
- 14. září – Hal B. Wallis, americký filmový producent († 5. října 1986)
- 3. října – Leo McCarey, americký režisér, scenárista a producent († 5. července 1969)
- 20. prosince – Irene Dunne, americká herečka († 4. září 1990)